# 552 Sigelinde
Az 552 Sigelinde egy a Naprendszer kisbolygói közül, amit Max Wolf fedezett fel 1904. december 14-én.